# Przemysław Cichoń
Przemysław Cichoń (ur. 25 października 1978 w Kielcach) – polski piłkarz grający na pozycji obrońcy.
Wychowanek Korony Kielce, w której barwach występował w III (1993–1997) i II lidze (1997–2000). M.in. w sezonie 1999/2000 zdobył w tych drugich rozgrywkach dwa gole – strzelił bramki w przegranych meczach ze Stalą Stalowa Wola (1:3) i Polarem Wrocław (1:2). Ponadto w 1997 roku wraz z juniorami kieleckiego klubu wywalczył wicemistrzostwo Polski – przyczynił się do tego sukcesu zdobywając gole w półfinałowych spotkaniach z Arkonią Szczecin (3:0) i Widzewem Łódź (3:2). Będąc graczem Korony regularnie występował również w juniorskich reprezentacjach kraju na pozycjach pomocnika i napastnika.
W 2000 roku został zawodnikiem KSZO Ostrowiec Świętokrzyski, z którym w sezonie 2000/2001 wywalczył awans do I ligi. W najwyższej polskiej klasie rozgrywkowej zadebiutował 12 sierpnia 2001 roku w meczu z Polonią Warszawa (0:1), w którym zmienił w drugiej połowie Marka Sokołowskiego. Pierwszego gola strzelił 18 sierpnia w spotkaniu z GKS Katowice, przyczyniając się do remisu 2:2. W barwach KSZO przez półtora roku regularnie występował w I lidze. Trzy dni przed rozpoczęciem rundy wiosennej sezonu 2002/2003 Cichoń przedstawił zarządowi ostrowieckiego klubu zwolnienie lekarskie. Kilka tygodni później władze KSZO zdyskwalifikowały go za „ciężkie naruszenie obowiązków pracowniczych”.
Pod koniec marca 2003 roku Polski Związek Piłki Nożnej rozwiązał jego kontrakt z KSZO. Następnie Cichoń został piłkarzem Korony Kielce. W sezonie 2003/2004 należał do jej najlepszych graczy – strzelił osiem goli i w znacznym stopniu przyczynił się do awansu do II ligi. Również w kolejnych rozgrywkach, w których kielecki klub uzyskał promocję do I ligi, regularnie występował w meczach ligowych i pucharu Polski. W latach 2005–2007 w barwach Korony rozegrał 11 spotkań w najwyższej polskiej klasie rozgrywkowej. Po raz ostatni wystąpił w niej 26 maja 2007 w końcówce pojedynku z Górnikiem Zabrze (0:0).
W latach 2008–2009 występował w Pelikanie Łowicz, w którym był podstawowym zawodnikiem i stanowił pewny punkt formacji defensywnej. Następnie był graczem Broni Radom, z którą w sezonie 2009/2010 wywalczył awans do III ligi. W styczniu 2011 roku został ukarany przez Polski Związek Piłki Nożnej roczną dyskwalifikacją, w związku z czynami korupcyjnymi popełnionym w okresie gry w Koronie Kielce (2003–2004). Od stycznia 2012 roku występuje w Łysicy Bodzentyn.